# Квашино (Донецкая область)
Квашино (укр. Квашине) — посёлок в Амвросиевском районе Донецкой области Украины. Находится под контролем самопровозглашённой Донецкой Народной Республики.

## География

#### Соседние населённые пункты по странам света
С: Белояровка
СЗ: Ленинское, Новоеланчик, город Амвросиевка
СВ: Сергеево-Крынка, Нижнекрынское
З: Харьковское, Киселёвка
В: Калиновое
ЮЗ: Василевка, Мокроеланчик
ЮВ: Успенка, Выселки, Степное
Ю: Лисичье, Петропавловка

## Население
Население по переписи 2001 года составляло 122 человека.

## Общая информация
Почтовый индекс — 87370. Телефонный код — 6259. Код КОАТУУ — 1420685002.

## Местный совет
87370, Донецкая область, Амвросиевский район, пос. Лисичье, ул. Московская, тел.37-1-36